# なんさん通り

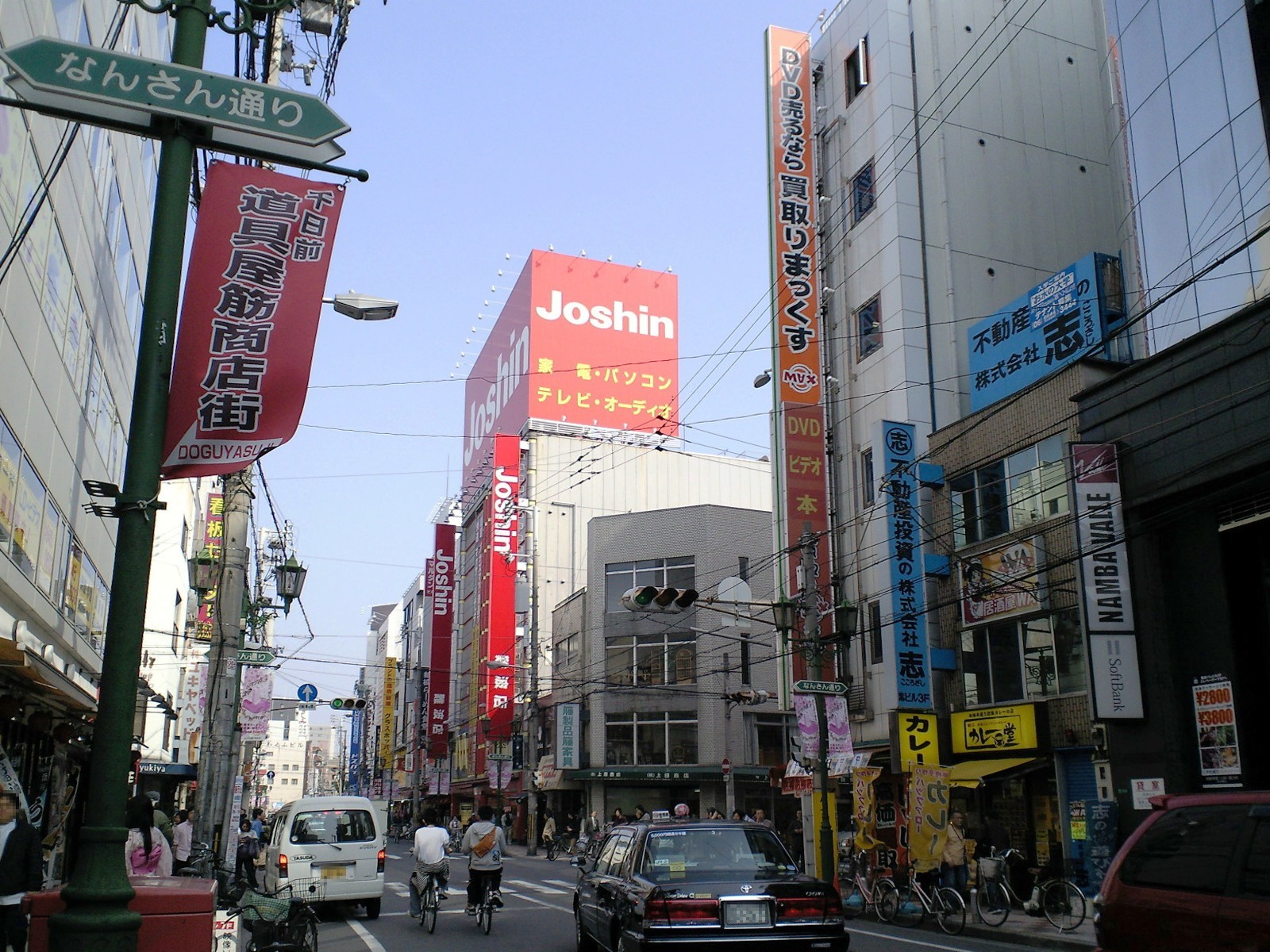
なんさん通り（中央区難波千日前付近）

なんさん通りは、大阪府大阪市中央区・浪速区にある南海難波駅東側の道路および商店街の愛称。

## 概要
髙島屋大阪店がある難波駅前から南下して難波中2交差点を東へ折れ、堺筋の日本橋3交差点へ至る、全長約500mの道路および商店街である。
1908年（明治41年）に大阪市電南北線の敷設に伴い竣工。難波駅前電停と日本橋筋三丁目電停を結ぶ通りであったことから、なんさん（難三）通りと呼ばれるようになった。なお、市電は1963年（昭和38年）に廃止されている。道幅は8間（約14.5m）と狭く、竣工時から現在まで基本的に拡幅されていない。
難波駅前 - 難波中2交差点間は今宮戎神社に至る戎橋筋の延長線上に当たる。2010年（平成22年）3月に髙島屋大阪店の増床第1期分である東ゾーンがオープンした。
難波中2交差点 - 日本橋3交差点間はおおむねでんでんタウンの北端に当たる。難波中2交差点から西進する道路は蔵前通りと呼ばれ（難波御蔵に由来）、大阪スタヂアム跡のなんばパークスや大阪府立体育会館へ至る。日本橋3交差点から東進する道路は御蔵跡通りと呼ばれ（天王寺御蔵跡に由来）、履物問屋街（通称：はきはきタウン・ゲタ屋筋）へ至る。
日本橋3交差点の南東角には髙島屋東別館（旧：松坂屋大阪店）があり、2つの髙島屋を結ぶ通りでもある。

## 主な施設
| - 髙島屋大阪店 - 南海南海線 難波駅 - なんばCITY - 三菱UFJ銀行難波駅前支店・難波支店・日本一支店 - タワーレコード難波店 - なんばロフト - 無印良品難波店 - 南海なんば文化会館 - 旧・大阪球場文化会館 - 情熱ホルモンなんば南酒場 - やよい軒難波中二丁目店 - サンマルクカフェ大阪なんさん通店 - タイトーステーション難波店 | - ポポラマーマなんば店 - とんかつがんこ難波店 - ザ・ダイソーなんばなんさん通店 - リンガーハット難波千日前店 - 松乃家なんさん通り店 - 大阪大勝軒日本橋店 - ナムコ大阪日本橋店 - ドトールコーヒーなんさん通り店 - ソフマップなんば店ザウルス - なか卯なんさん通店 - ローソン日本橋なんさん通り店 - 他の店舗と異なり、ドラゴンクエストシリーズとコラボレーションした店舗 - 髙島屋東別館 - シタディーンなんば大阪、髙島屋史料館 |

## 接続する商店街
- 戎橋筋商店街
- なんば南海通商店街
- 千日前道具屋筋商店街
- 日本橋筋西通商店街（通称：オタロード）
- 日本橋筋商店街